# 風車型大廈
風車型大廈是香港居者有其屋屋苑樓宇設計之一，可見於少數1984年至1987年間落成的九龍東及新界居者有其屋屋苑。

## 簡介
風車型大廈是香港居者有其屋屋苑樓宇的其中一款標準設計，因從高空角度鳥瞰樓宇活像一個風車的車葉而得名，其出現是為了進一步增加每層伙數，以及令每個單位都有更多的窗戶以致採光或通風，因此標準樓層設有16伙；大廈主要提供一房單位及兩房單位，而且沒有預先設置睡房間格，配合房屋署因應該款大廈的結構可行性而試驗進行一項售樓概念。每座大廈有6部升降機，並以升降機及置中的樓梯分隔兩邊單位。
風車型大廈標準樓高約為33至37層，部份風車型大廈的其中兩翼高度較矮，令最高四層減至8個單位，樓宇高度亦可因應地盤限制而修改。風車型大廈的翼尾單位設有窗台，部份大廈設有三隻窗台以讓較大的單位分間三房，另一款設計則改爲兩隻窗台並將兩個單位的面積統一。
風車型大廈在1981年發表，並作為試驗以探索準業主喜好的理據和大眾對樓宇設計方面提出意見。設計於1982年10月正式脫稿，首座動工興建的大廈是美城苑貴城閣；第一座落成的風車型大廈是上水彩蒲苑彩晶閣，於1984年11月落成；而最後一座則是龍蟠苑龍璋閣、龍璧閣，於1987年4月落成。
由於風車型大廈設計佔地較大，且提供單位面積普遍較為細小及實用率低，無法吸引出租公屋住戶購買，因此部分原本計劃興建風車型大廈的屋苑、於設計凍結階段前重新規劃設計並入則，轉用能提供更大單位的全新設計，即為新十字型大廈，而全港亦僅有八個屋苑建有此款大廈。

## 相片集

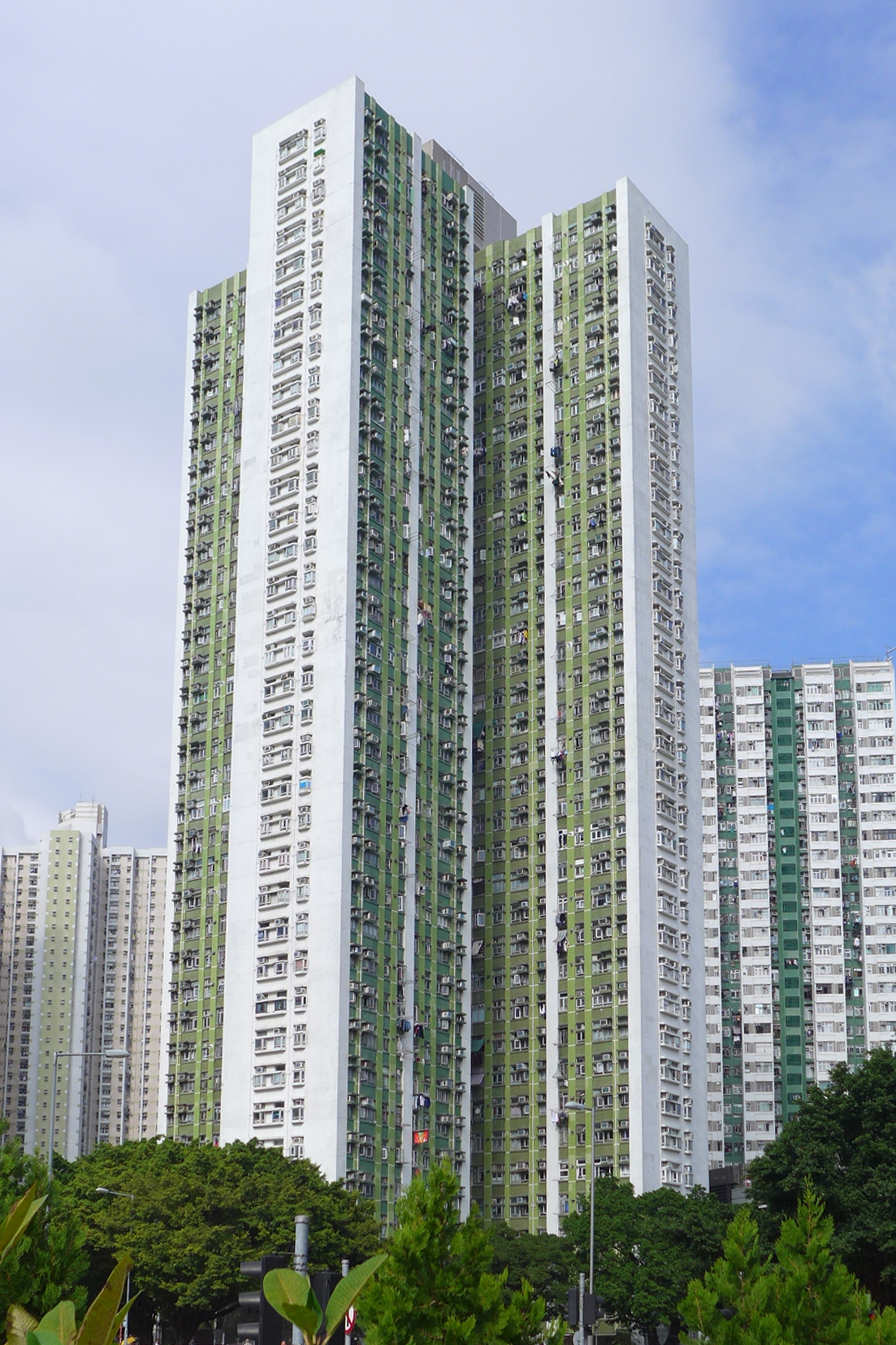
美城苑貴城閣為首座動工的風車型大廈
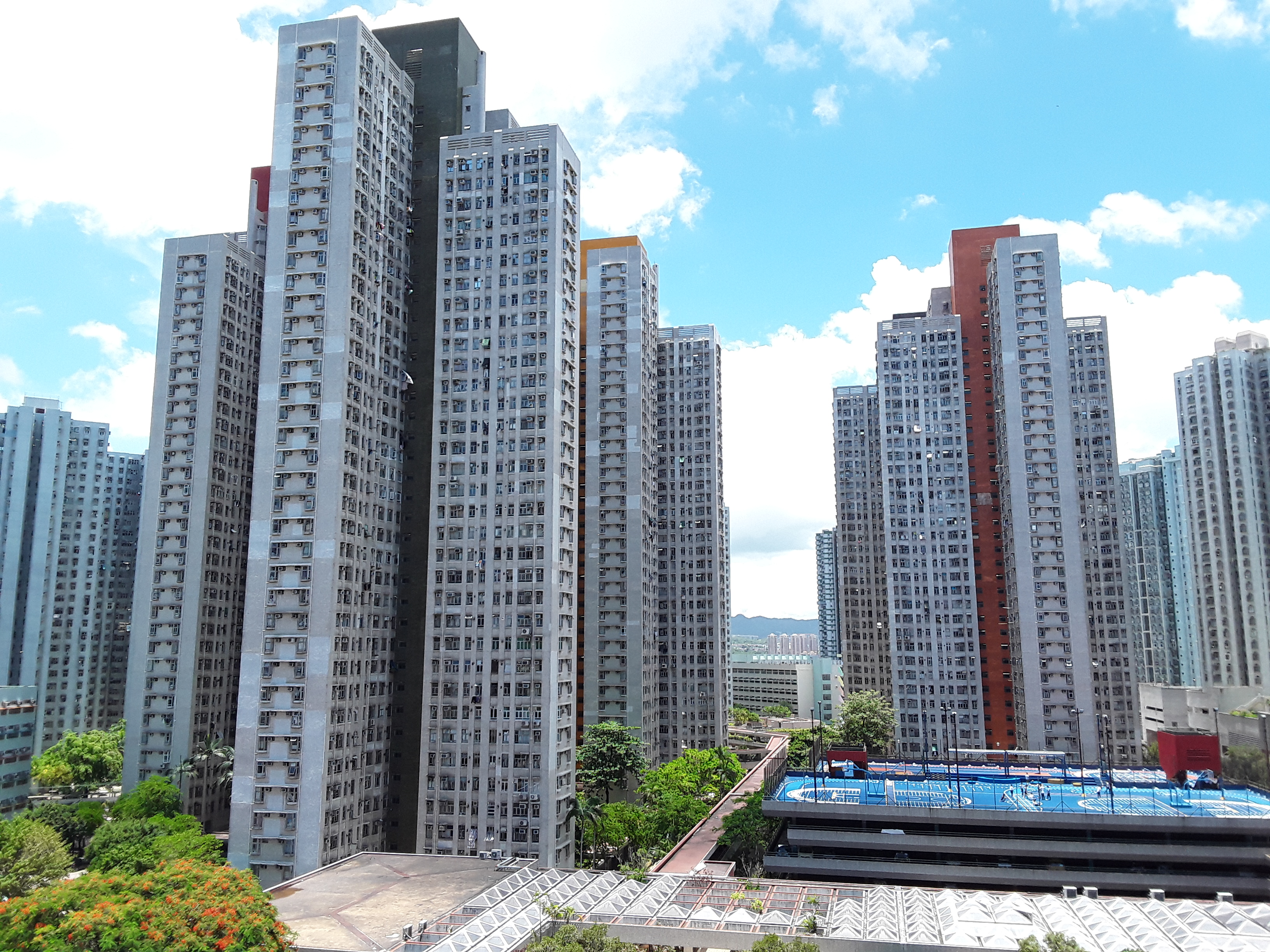
兆禧苑
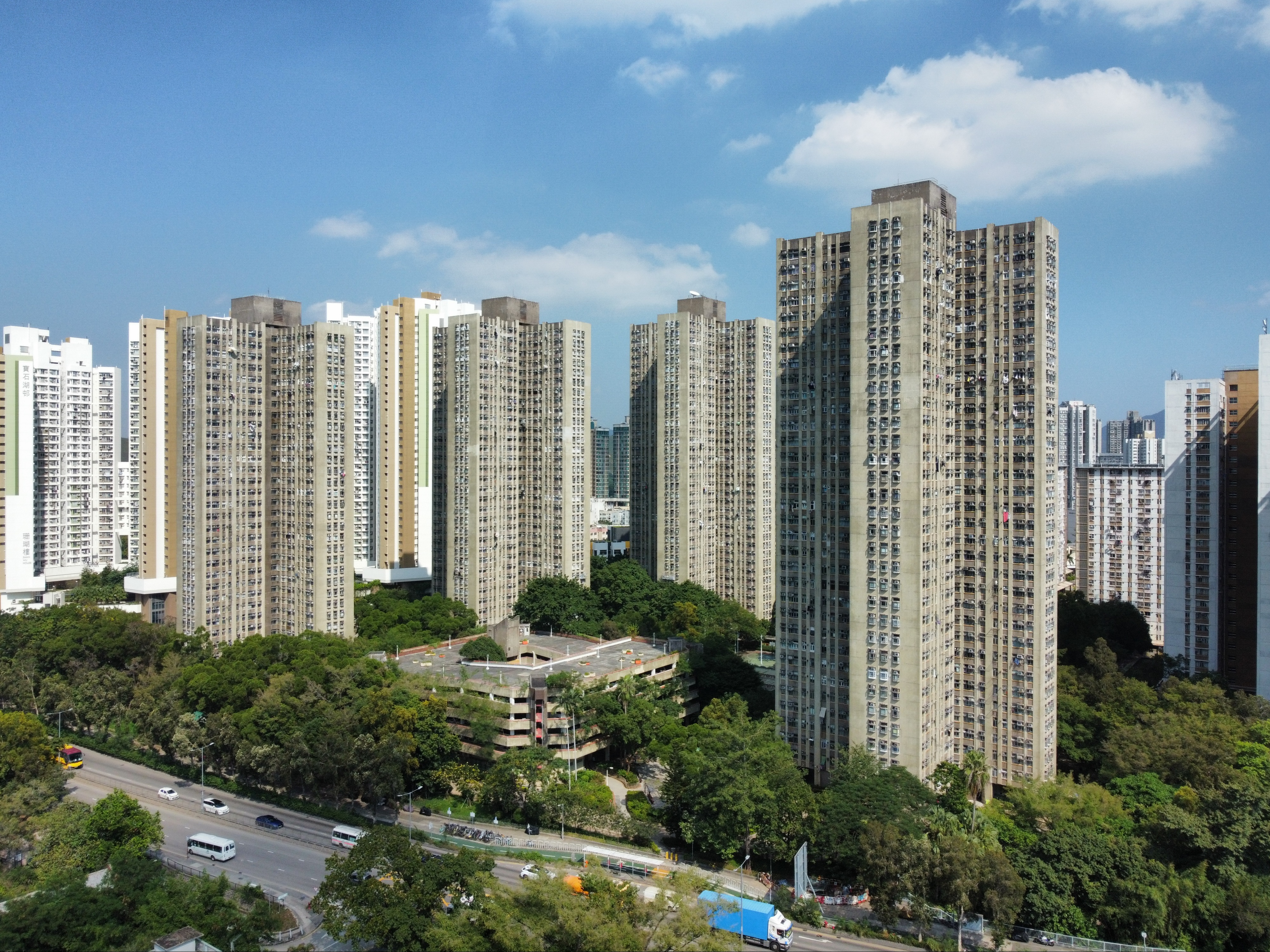
採用三窗台設計的彩蒲苑
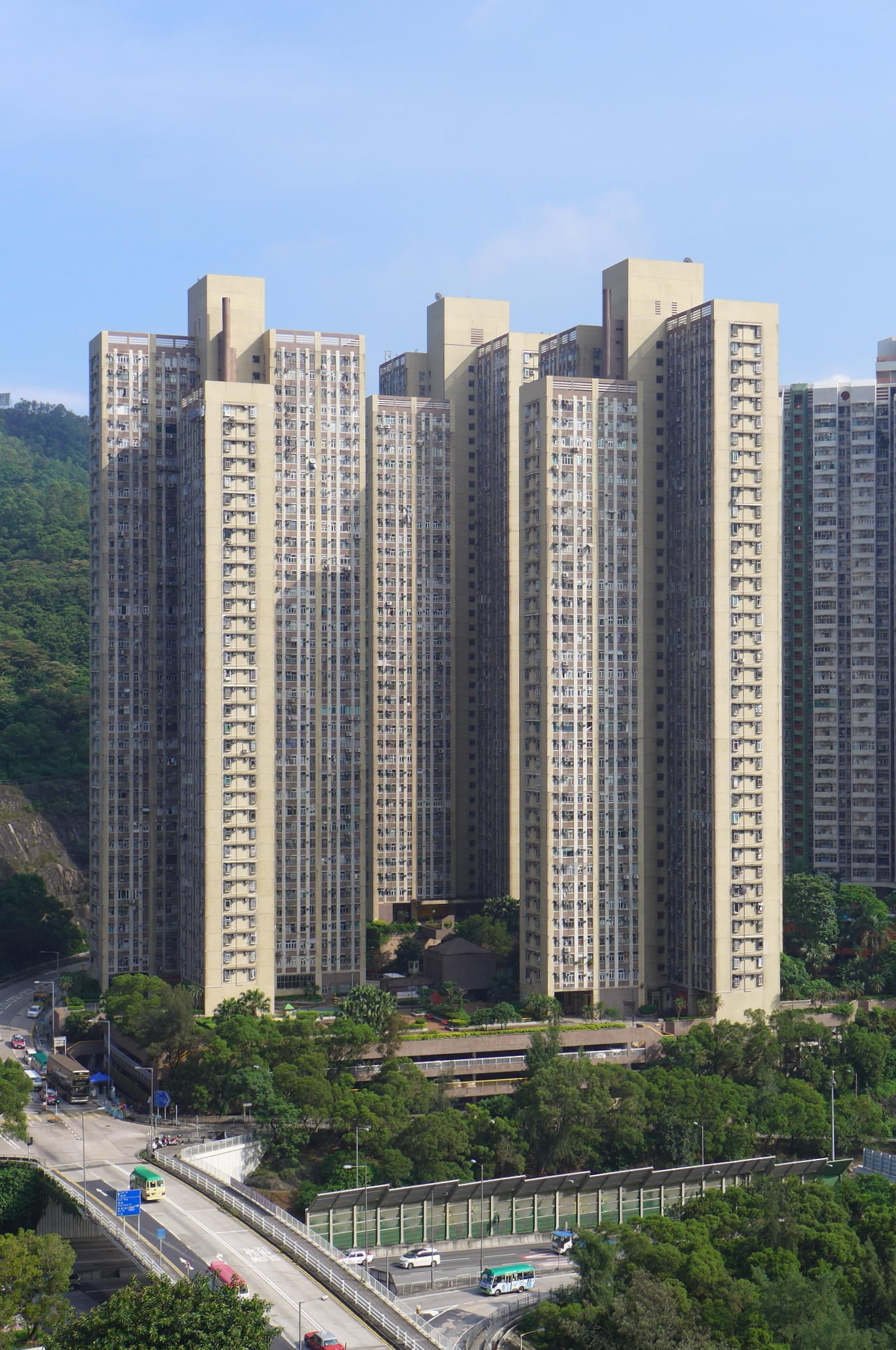
康華苑全貌
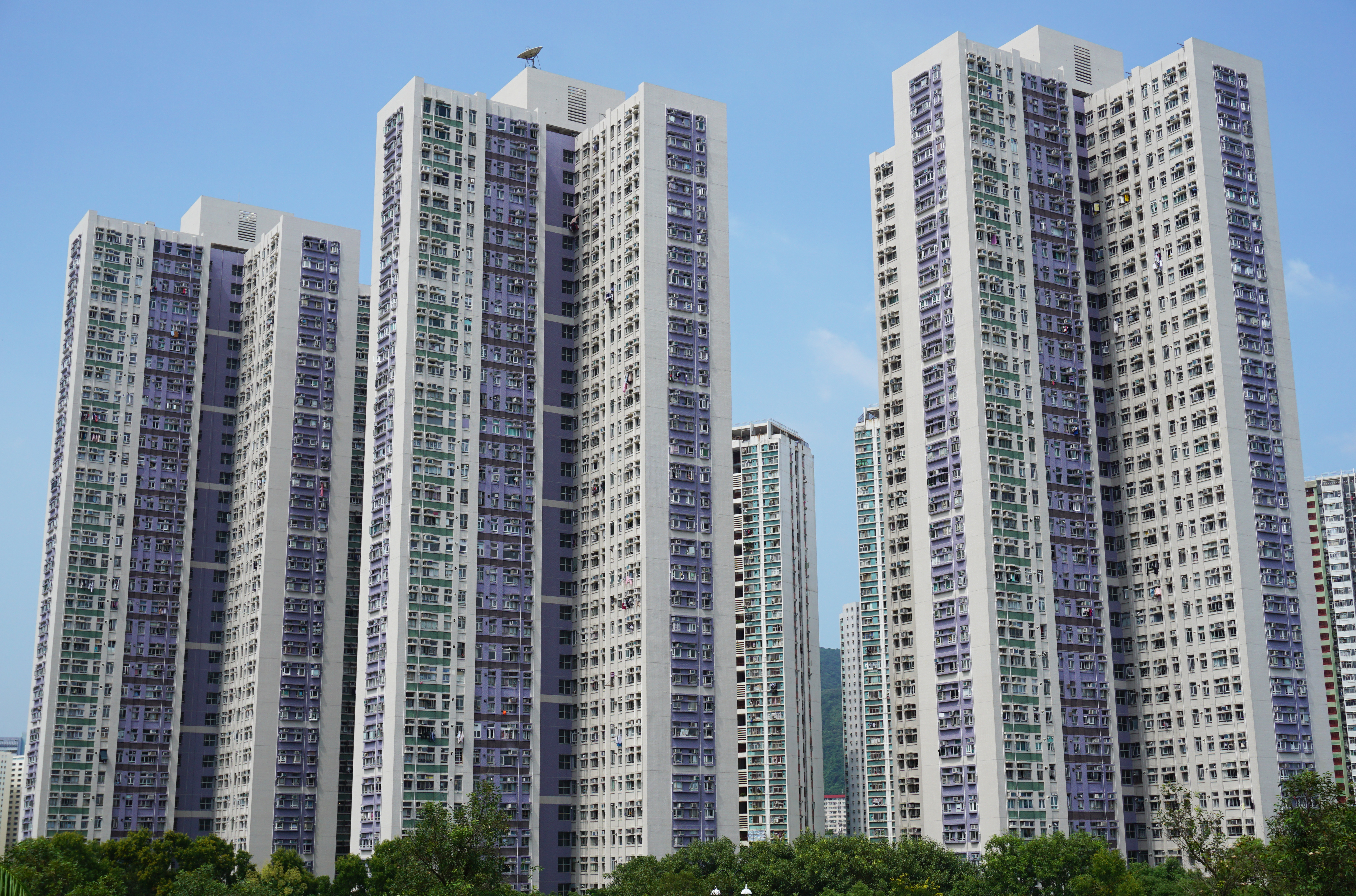
經外牆翻新工程後的明雅苑
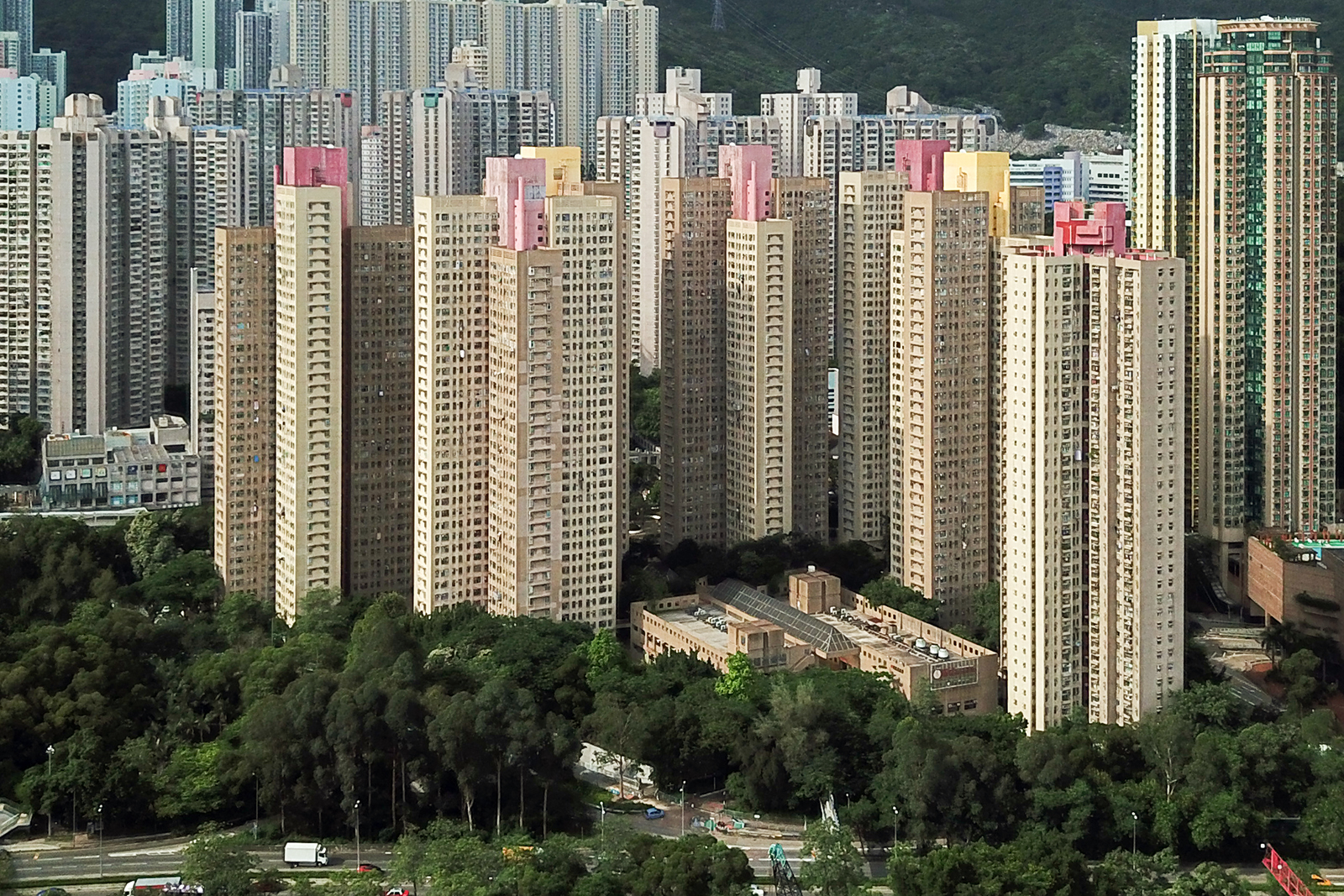
龍蟠苑全貌，該屋苑內擁有最後一批落成的風車型大廈（攝於2018年7月）

## 擁有風車型大廈的居屋屋苑
| 所屬地區 | 屋苑名稱 | 數量 | 樓宇名稱                                  | 落成年份 | 承建商           | 備註           |
| -------- | -------- | ---- | ----------------------------------------- | -------- | ---------------- | -------------- |
| 黃大仙區 | 天馬苑   | 5    | 駿昇閣 駿威閣 駿飛閣 駿安閣 駿康閣        | 1986年   | 中國海外房屋工程 |                |
| 黃大仙區 | 龍蟠苑   | 6    | 龍珊閣 龍瑚閣 龍珠閣 龍璣閣 龍璋閣 龍璧閣 | 1987年   | 有成建築         |                |
| 觀塘區   | 康華苑   | 3    | 宏康閣 怡康閣 頌康閣                      | 1987年   | 香港寶嘉建築     |                |
| 大埔區   | 明雅苑   | 3    | 明凱閣 明欣閣 明昌閣                      | 1985年   | 新昌營造         | 採用三窗台設計 |
| 沙田區   | 美城苑   | 1    | 貴城閣                                    | 1984年   | 煥利建築         | 採用三窗台設計 |
| 北區     | 彩蒲苑   | 4    | 彩瑩閣 彩碧閣 彩晶閣                      | 1984年   | 均利建築         | 採用三窗台設計 |
| 北區     | 彩蒲苑   | 4    | 彩顏閣                                    | 1985年   | 均利建築         | 採用三窗台設計 |
| 屯門區   | 兆禧苑   | 5    | 安禧閣 宏禧閣                             | 1985年   | 有成建築         |                |
| 屯門區   | 兆禧苑   | 5    | 順禧閣 雅禧閣 樂禧閣                      | 1986年   | 有成建築         |                |
| 葵青區   | 青華苑   | 2    | 華奐閣                                    | 1986年   | 廣東水利水電工程 |                |
| 葵青區   | 青華苑   | 2    | 華璇閣                                    | 1986年   | 廣東水利水電工程 | 採用三窗台設計 |

## 直至停建前沒有興建風車型大廈的居屋屋苑
| 所屬地區 | 所屬項目名稱 | 數量 | 現址用途                      |
| -------- | ------------ | ---- | ----------------------------- |
| 東區     | 悅翠苑       | 1    | （同一屋苑） 改用新十字型大廈 |
| 葵青區   | 青華苑       | 3    | （同一屋苑） 改用新十字型大廈 |